# Cosmic Vision 2015–2025
In der Nachfolge der Programme Horizon 2000 und Horizon 2000 Plus ist Cosmic Vision 2015–2025
das aktuell gültige Rahmenprogramm der Europäischen Weltraumbehörde ESA für Projekte im Bereich Space Science. In der Struktur der ESA befasst sich dieser Bereich mit Fragen der Astronomie und Astrophysik, Erforschung des Sonnensystems und Grundlagen der Physik. 2019 hat die Definition des Nachfolgeprogramms Voyage 2050 begonnen.

## Entstehung
Die 2004 von der wissenschaftlichen Gemeinschaft eingebrachten und auf einer Konferenz in Paris diskutierten Themen für eine Cosmic Vision wurden 2005 in einem Gesamtplan der ESA zusammengefasst. Die darin identifizierten übergreifenden Fragen sind:
- Was sind die Bedingungen für die Entstehung von Planeten und das Aufkommen des Lebens?
- Wie funktioniert das Sonnensystem?
- Was sind die grundlegenden physikalischen Gesetze des Universums?
- Wie entstand das Universum und woraus besteht es?

Diese Themen sollten durch eine Reihe von Weltraummissionen mit Start ungefähr im Bereich 2015–2025 angegangen werden, wobei mittelgroße (M, Kosten unmittelbar für ESA ca. 500 Millionen Euro) und große (L, ca. 900 Millionen Euro) Missionen vorgesehen waren. 2012 wurden kleine Missionen (S, 50 Millionen Euro) hinzugefügt, Ende 2014 die Sonderkategorie „ESA-CAS Mission“ für eine gemeinsame Mission mit der  Chinesischen Akademie der Wissenschaften.
Es besteht auch die Möglichkeit der Nutzung von Gelegenheiten zur Beteiligung an Missionen anderer Raumfahrtagenturen in Missions of Opportunity.

## Missionen
Die Missionen werden schrittweise definiert. Nach Aufforderung werden aus den eingereichten Vorschlägen wenige für etwa zwei Jahre näher untersucht, aus denen dann die zu verwirklichende Mission ausgewählt wird. Folgende Missionen wurden zur Realisierung ausgewählt:
Klein (S-Missionen)
- S1 – CHEOPS

ESA-CAS-Mission
- SMILE

Mittel (M-Missionen)
- M1 – Solar Orbiter
- M2 – Euclid
- M3 – PLATO
- M4 – ARIEL
- M5 – EnVision[3][4]

Groß (L-Missionen)
- L1 – JUICE
- L2 – Athena
- L3 – LISA

Schnell (F-Missionen)
- F – Comet Interceptor